# Ermita de San Roque (Benifairó de la Valldigna)
La Ermita de San Roque es un pequeño templo situado en la calle de la Paz y avenida de la Valldigna, en el municipio de Benifairó de la Valldigna. Es Bien de Relevancia Local con identificador número 46.25.059-005.

## Historia
Su le atribuye un origen antiguo, sobre la base de un arco de medio punto que podía verse en sus muros antes de su enlucido. Ha sido modificada en sucesivas restauraciones y su aspecto a inicios del siglo XXI se corresponde con una reforma del XIX.

## Descripción
El templo se encuentra junto al cementerio municipal. Una de las tapias de este comienza en una de las esquinas de la fachada.
El edificio es muy pequeño, con aspecto de barraca. Como éstas, tiene el tejado a dos aguas y un alero pronunciado. Sobre la fachada hay una sencilla espadaña con una pequeña campana y una cruz. En el hastial hay un óculo de muy pequeñas dimensiones. La puerta de acceso está adintelada y se cierra con una reja metálica moderna. A ambos lados hay un zócalo pintado.
El interior es de planta rectangular. Está cubierto por un techo plafonado apoyado sobre escocia. Las paredes son lisas y sin adornos. Sobre el altar hay una imagen en oleografía de San Roque.